# アビエチン酸
アビエチン酸（Abietic acid）は松脂に含まれる主要な刺激性成分で、ロジンを構成する有機酸（樹脂酸）の代表的なものである。構造的には4つのイソプレン単位からなるイソプレノイドでジテルペンの一種である。別名シルビン酸（Sylvic Acid）。
アビエチン酸自体は松脂には含まれておらず、ロジン抽出の際にピマール酸（Pimaric acid）などから変化して生じる。
アビエチン酸自体は弱い接触性アレルゲンであるが、空気で酸化されると強いアレルゲンになる。アルコール、アセトン、エーテルなどに溶解する。
商業的には、ガラス質、もしくは一部結晶化された状態で売られている。脂入りはんだのフラックスの主要成分であるほか、ラッカー、ワニス、石鹸や樹脂酸金属塩の製造に用いられる。